# Соборна площа (Запоріжжя)
Собо́рна пло́ща — одна з площ міста Запоріжжя, елемент історико-архітектурного та паркового комплексу центральної частини Олександрівського району міста в межах Соборного проспекту, Базарної, Поштової та Покровської вулиць. Площу перетинає вулиця Благовіщенська. 

## Історія
У 1880—1890-х роках XIX століття в Олександрівську була проведена інвентаризація всіх вулиць і провулків. На перейменування центральних вулиць, великою мірою вплинуло будівництво у 1886 році нового Свято-Покровського Собору. За документами Олександрівської міської Управи, перші згадки про нову назву вулиці Соборна — припадає на 13 серпня 1890 року. Ця заява міщанина Івана Івановича Гетьмана про видачу йому довідки про наявність у нього садиби, купленої у 1863 році, по вулиці Соборній (колишньої тоді Поліцейській, а пізніше — Поштовій). З 1890 по 1893 роки назва в документах писалося «...по вулиці Соборній (колишній — Поштовій)», або «по Поштовій (нині — Соборній)». 
На початку 1930-х років на парній стороні вулиці Лібкнехта в проміжку від перетину її вулиці Анголенка (нині — Базарна) і до вулиці Тургенєва називали «Піжон-стріт» — дещо не доречне в умовах сталінського затягування гайок назву. І, все ж таки, вузька, вищерблена і завжди напівтемна через відсутність ліхтарів бруківка у колишніх прибуткових будинків олександрівських купців була вельми багатолюдна. Щовечері сюди вулицями Ілліча (нині — Благовіщенській) і Свердлова (нині — Покровська) спускалися від педагогічного інституту та «машинки» місцеві «піжони». Якщо треба було з кимось терміново зустрітися без попередньої домовленості, можна було не сумніватися: зустріч відбудеться на вузьких тротуарах «Піжон-стріт». Прогулюючись, юна запорізька еліта з перевагою і навіть певною зневагою поглядала на нечисленних перехожих або завсідників крамничок на протилежному боці вулиці. Адже цей бік з густим парком і розвагами називали — «Гапкінштрассе», а її мешканців, що віддають перевагу мрійливе споглядання околиць в купі з соковитим демонстративним лущення соняшника, не шанували і серйозно не сприймали. Втім, треба сказати, що поділ це часом був досить умовним. 

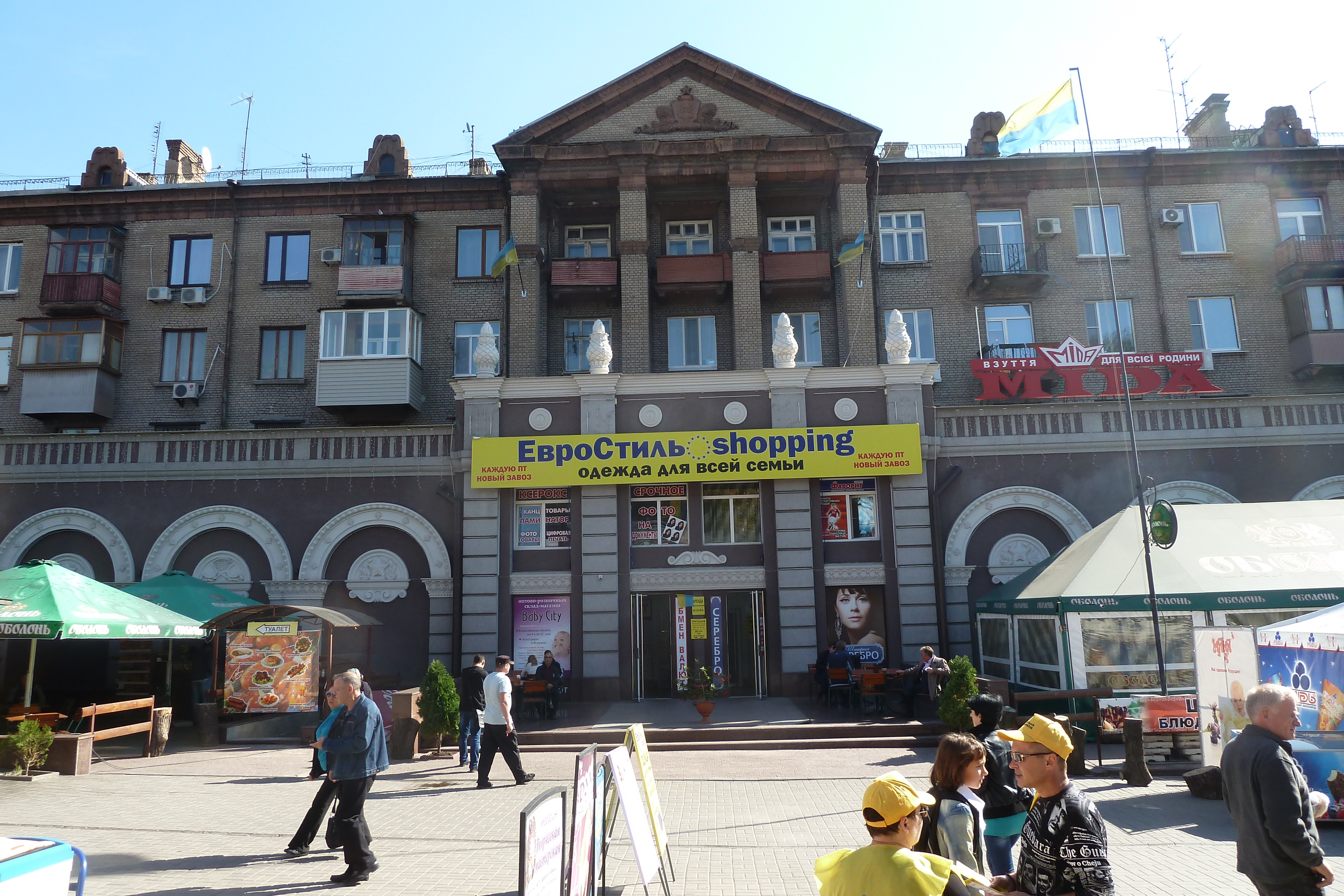
Колишній кінотеатр «Комсомолець» на вулиці Базарній

Запоріжжя було не єдиним містом, де можна було зустріти частину вулиці з неофіційною назвою «Гапкінштрассе». Наприклад, такі були в Одесі і Донецьку. І навіть Хрещатик колись теж подейкують поділявся на «Піжон-стріт» і «Гапкінштрассе». Що цікаво, скрізь на «Гапкінштрассе» прогулювалися, умовно кажучи, далеко не сама еліта міського населення. Наприклад, одеські краєзнавці для визначення «гапкіештрассевцев» вживають такі слова, як «чернь», «бичі», «курсанти» і жителі Пересипу і Молдаванки з невибагливими «сільськими нареченими», а слово «Гапка» визначають, як від поширеного (найімовірніше номінального) імені домогосподарки  — Гапка (Агафія). У Донецьку, за спогадами, що по їх «Гапкінштрассе» найчастіше гуляли солдати та домогосподарки (зверніть увагу на збіг), а слово «Гапка» означає неосвічену молодь. Цікавий збіг, слово «Гапка» мало і на злодійському жаргоні значення — «міліціонер».

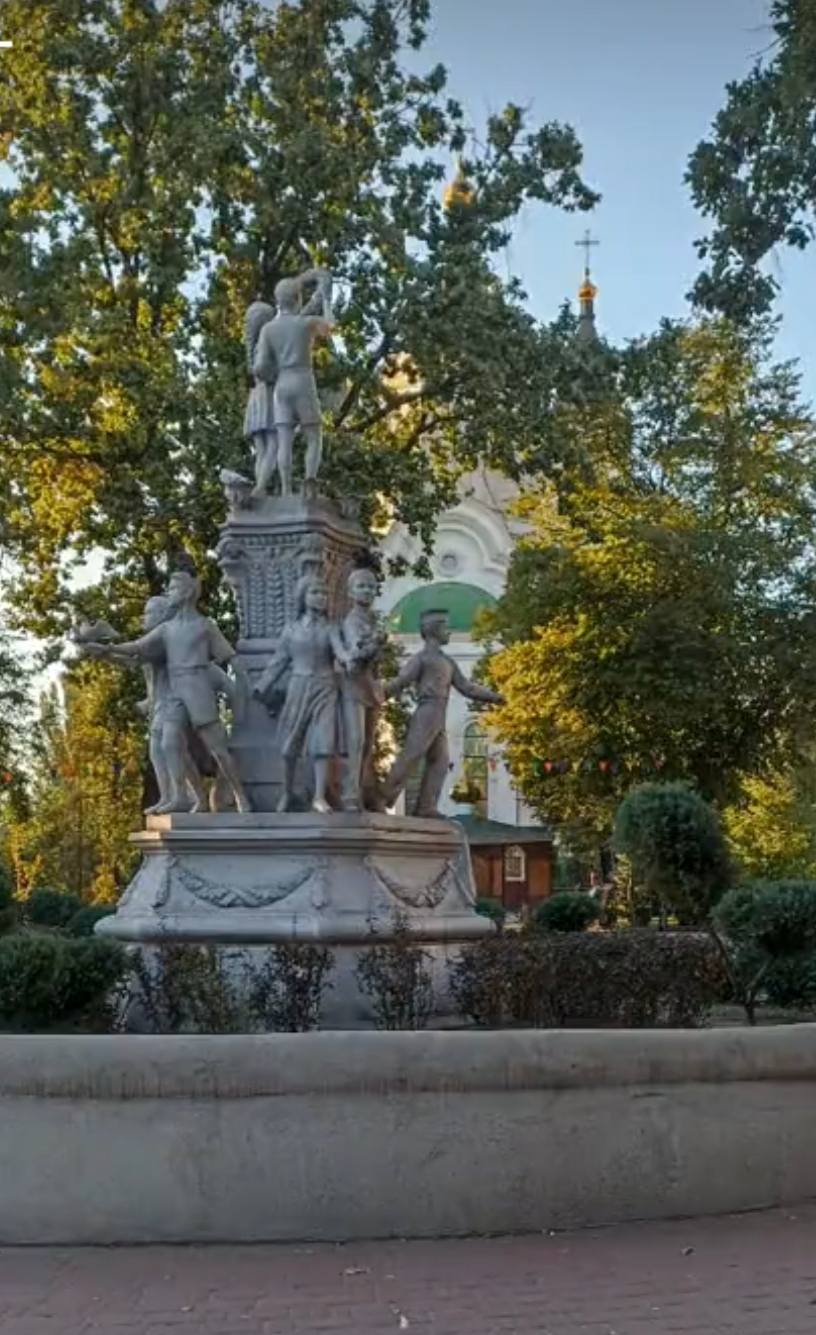
Сквер на Соборній площі
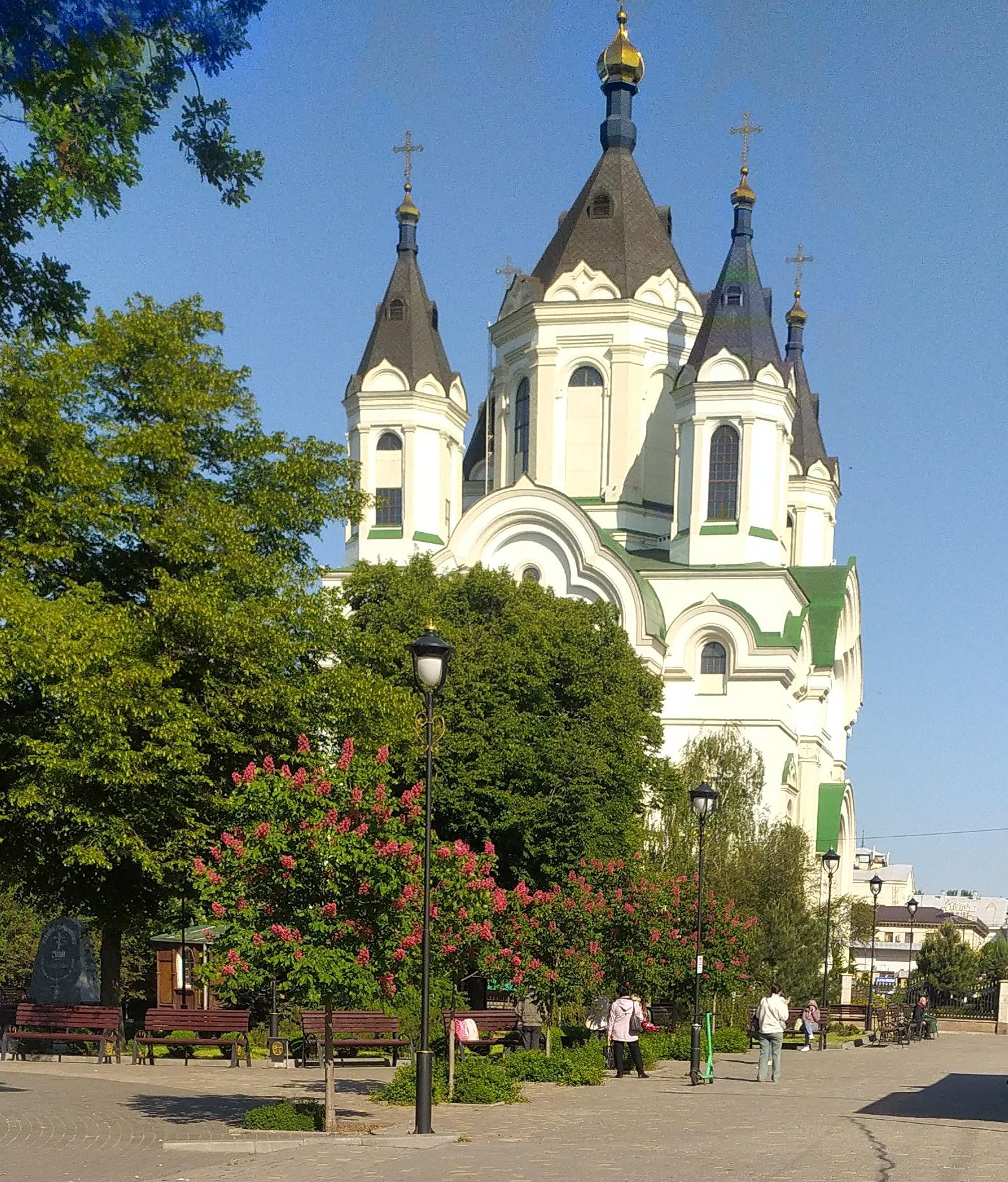
Свято-Покровський кафедральний собор

Сучасну назву площа, яка знаходиться в межах Свято-Покровського собору, отримала 25 березня 2010 року. Таке рішення було прийнято на комісії з топоніміки при міській раді. Площі було повернено колишню назву, оскільки колись там була вулиця Соборна та Свято-Покровський собор, який був відбудований у 2007 році. Особливих витрат на перейменування це не вплинуло, адже житлових будинків там немає і змінювати таблички не довелося, лише була перейменована трамвайна зупинка «Вулиця Анголенка» на площу Соборну. 

## Інфраструктура
Свято-Покровський кафедральний собор нині являє собою трехнавову п'ятибанну хрестоподібну в плані храмову споруду висотою у п’ятдесят три метри при довжині осей 38 м і 18 м з орієнтуванням північний захід — південний схід, яка прикрашає центральну площу старого міста (нині — Соборна площа). Її багатошаровий обсяг, досягнутий коштом невеликого виносу окремих частин споруди та широких декоративних карнизів, створює візуальну легкість загального образу.
Спрямовані увись витягнуті арки, кутові башти основного периметра на високих світлових барабанах, гранований центральний купол під шатровим завершенням, декоративні щипці, руст основної площини стін, трилопатеві арки завершень осей, невеликі ліпні акценти пілястр, парні напівколони, гладкий напівкруг апсиди і, звичайно ж, образ Покрови Пресвятої Богородиці при всій своїй багатоликості малюють гармонійну картину одухотвореної сутності віри.